# Nélson Monteiro de Souza
Nélson Monteiro de Souza (Rio de Janeiro, 22 aprile 1904 – Rio de Janeiro, 12 agosto 1963) è stato un cestista brasiliano.

## Carriera
Con il Brasile ha disputato le Olimpiadi del 1936, classificandosi al 9º posto. Ha vinto il bronzo al Campionato sudamericano del 1930.